# Nervi òptic
El nervi òptic, o nervi cranial II, el formen les fibres nervioses que des de la part posterior de la retina de cada ull porten els senyals nerviosos cap a la part posterior del cervell, on hi ha la zona que processa les imatges captades.
Els dos nervis s'uneixen en el quiasma òptic on les fibres s'entrellacen, i abans de dividir-se en els dos canals òptics, part de l'aportació provinent del camp visual del cantó dret s'encamina cap al costat esquerre del cervell i a l'inrevés.
El cervell, en el còrtex visual, integra tota la informació visual en un conjunt. El creuament parcial de fibres nervioses que es produeix al quiasma òptic, juntament amb què la vista de cada ull comporta angles una mica diferents l'un de l'altre, fa que la visió pugui ser tridimensional, estereoscòpica, fent possible la percepció de les perspectives.
Hi ha uns cossos geniculats laterals disposats al recorregut de les fibres que funcionen com estacions repetidores per mantenir la qualitat de la informació. En aquests punts alguns científics creuen que la informació visual es coordina amb impulsos enviats per uns altres òrgans sensorials.
Aquests cossos també ajuden a l'eliminació d'informacions provinents dels ulls que arribarien al cervell quan s'està concentrant en alguna altra percepció provinent d'una altra entrada.